# ウラジーミル・シャドリン
ヴラジーミル・ニコラエヴィチ・シャドリン（ロシア語: Влади́мир Никола́евич Ша́дрин, ラテン文字転写: Vladimir Nikolaevich Shadrin、1948年6月6日 - 2021年8月26日）は、ソビエト連邦のアイスホッケー選手。

## 経歴

### 現役時代
HCスパルタク・モスクワに1965年から1979年まで在籍しソビエト選手権で3回優勝、ヨーロッパチャンピオンカップで2度準優勝した。ソビエト連邦国内リーグ（ソビエト・チャンピオンシップリーグ）で445試合に出場し213得点をあげた。
1971年にソビエト連邦の名誉スポーツマスターに選ばれた。
1972年の2月に開催された札幌オリンピックのアイスホッケーソビエト連邦代表に選出された。同大会では金メダルを獲得した。9月に開催されたNHLに所属するカナダ人選手とのサミット・シリーズのソビエト連邦代表にも選出された。同大会では3得点、5アシストの合計8ポイントをあげた。この試合でスーパースターのアレクサンドル・ヤクシェフを好サポートした。
1976年2月にインスブルックオリンピックのアイスホッケーソビエト連邦代表に選出された。同大会では金メダルを獲得した。オリンピック以外でもアイスホッケー世界選手権で5度優勝した。
日本アイスホッケーリーグの王子製紙アイスホッケー部（後の王子イーグルス）でも1979年から1983年まで選手兼任コーチとしてプレイした。

### 現役引退後

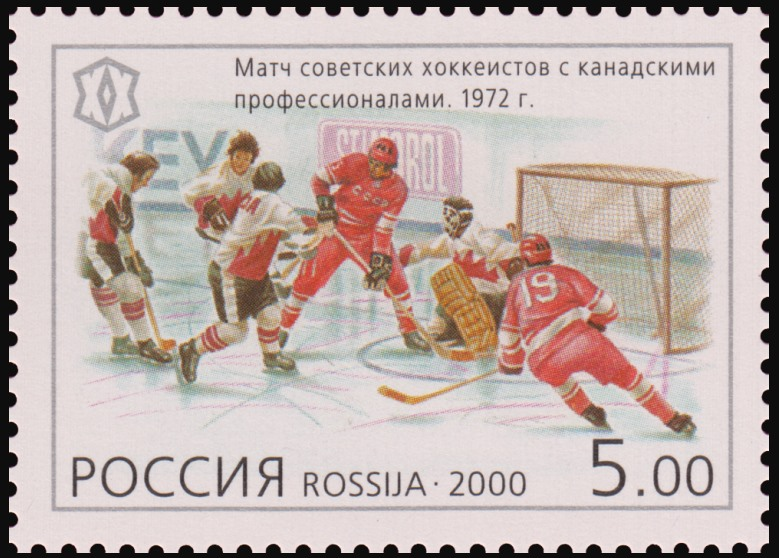
1972年スーパーシリーズの記念切手。右の背番号19の選手がシャドリン。

現役引退後、1984年にスパルタク・モスクワのヘッドコーチに就任、その後同チームのジュニアチームのヘッドコーチを務め、1992年から1997年まではアイスホッケーロシア代表のジュニアチームヘッドコーチを務めた。
2021年8月26日に死去したことが、国際アイスホッケー連盟によって発表された。73歳没。

## 詳細情報

### 記録
- ソビエト選手権優勝3回（1967年、1969年、1976年）
- アイスホッケー世界選手権優勝5回（1970年、1971年、1973年-1975年）
- オリンピック金メダル2回（1972年、1976年）

### 代表歴
- 1970年アイスホッケー世界選手権ソビエト連邦代表
- 1971年アイスホッケー世界選手権ソビエト連邦代表
- 1972年オリンピックアイスホッケーソビエト連邦代表
- 1972年アイスホッケー世界選手権ソビエト連邦代表
- 1972 サミット・シリーズ ソビエト連邦代表
- 1973年アイスホッケー世界選手権ソビエト連邦代表
- 1974年アイスホッケー世界選手権ソビエト連邦代表
- 1975年アイスホッケー世界選手権ソビエト連邦代表
- 1976年オリンピックアイスホッケーソビエト連邦代表
- 1976年アイスホッケー世界選手権ソビエト連邦代表
- 1977年アイスホッケー世界選手権ソビエト連邦代表